# Shenzhen Special Zone Daily Tower
La Shenzhen Special Zone Daily Tower est un gratte-ciel de 260 mètres construit en 1998 à Shenzhen dans la province du Guangdong en Chine.